# Магид (проповедник)
Маги́д (или магги́д; буквально «рассказывающий» от ивр. מַגִּיד‎; мн. ч. маггидим) — еврейский религиозный проповедник, иначе называемый также «даршан» (דרשן); начиная с XVI века, стал встречаться термин и «Магид Мешарим» (сокращ. מ״מ). Звание маггида присваивалось преимущественно странствующим проповедникам, хотя его носили также постоянные проповедники общины, часто соединявшие эту функцию с саном раввина. Первые маггидим проповедовали, отвечая на обращённые к ним вопросы слушателей, подобно древнегреческим философам.
Публичные лекции какого-нибудь известного еврейского для всего народа упоминаются еще в Талмуде, в некоторых местах устраивались постоянно в определённые периоды года. Более широкое распространение явление получило в XII-XIII веках при развитии мистического движения «Хасидей Ашкеназ» (ивр. חֲסִידֵי אַשְׁכְּנַז‎), когда появились постоянные странствующие проповедники. Они отличались не только талмудической и иной еврейской учёностью, но и ораторским даром, способностью зажечь аудиторию.
После возникновения хасидизма магиды действовали в обоих направлениях иудаизма, например, Дов-Бер из Межерича (Магид из Межерича) у хасидов и Яаков Кранц (Магид из Дубно) у противников хасидизма (митнагдим). Такого известного раввина как Малбим иногда тоже называют «магидом из Кемпена» за его ораторский дар, магидом называли и яркого представителя движения «Мусар» рабби Натана Цви Финкеля. Известны также магиды из Слуцка, Вильны, Кельма. Иногда община создавала должность магида и приглашала на неё кого-то, как и раввина, резника, писца и др. Иногда магид мог быть также раввином, хасидским цадиком или судьёй (даян). Многие посланцы общины из Земли Израиля в Европу были также и магидами.
Проповеди обычно искусно сочетали в себе элементы из самых разных областей иудаизма, призывы к моральному обновлению, раскаянию, обличение социальных пороков, призывы к благотворительности и добрым делам и тому подобное.
Среди типичных еврейских фамилий, образованных от профессий, есть и Магид с вариантами Магидович, Магидман, Магидов, Магиденко, Магидсон.